# Marlierea verticillaris
Marlierea verticillaris är en myrtenväxtart som beskrevs av Otto Karl Berg. Marlierea verticillaris ingår i släktet Marlierea och familjen myrtenväxter. Inga underarter finns listade i Catalogue of Life.